# بيل كوب
بيل كوب (بالإنجليزية: Bill Cope)‏ هو أكاديمي أسترالي، ولد في 1957.